# Islas Daphne
Islas Daphne är öar i Ecuador.   De ligger i provinsen Galápagos, i den västra delen av landet, 1 300 km väster om huvudstaden Quito. Arean är 0,39 kvadratkilometer.